# Ädelröta

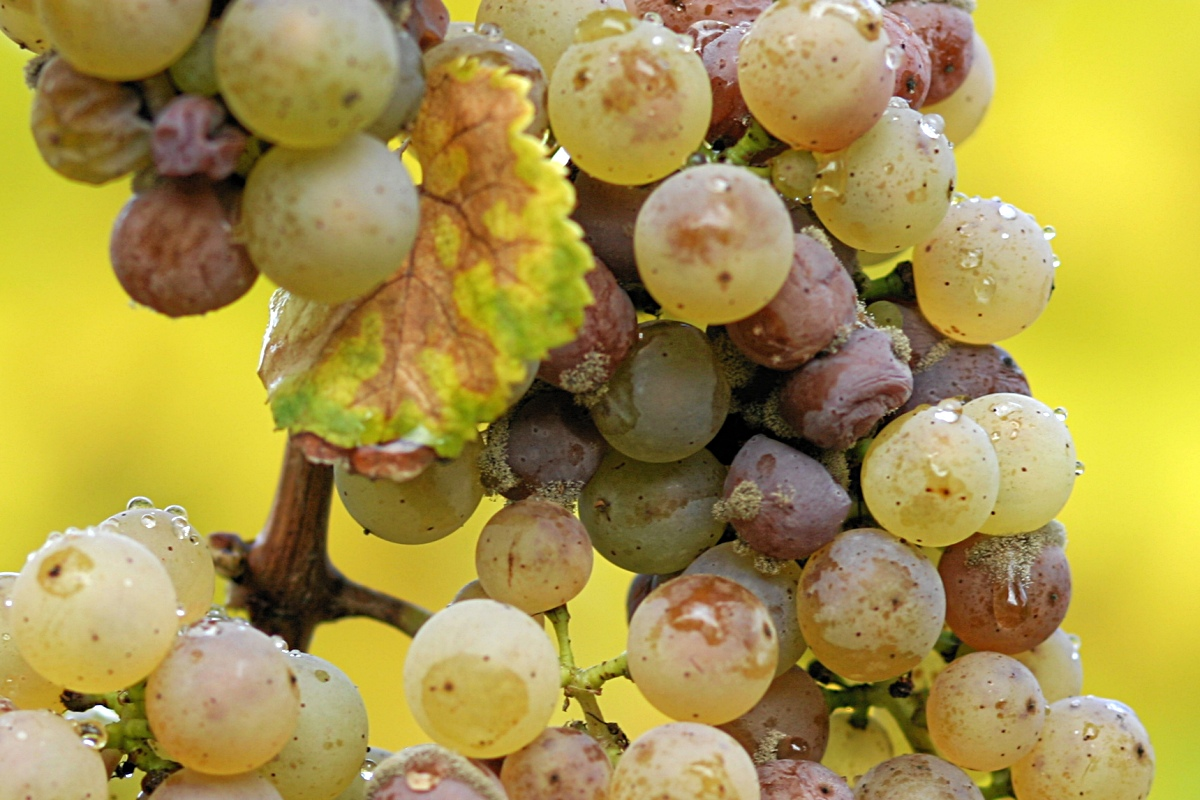
Ädelröteangrepp på Rieslingdruvor i Rheingau, Tyskland oktober 2005.

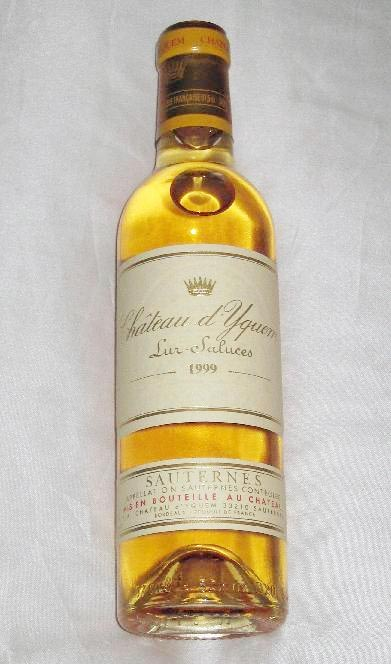
Château d'Yquem är ett exklusivt vin som får sin smak genom ädelröta på druvorna.

Ädelröta är ett gynnsamt angrepp av svampen Botrytis cinerea på vindruvor. Svampen angriper druvans skal så att det blir mer genomsläppligt för vatten, vilket gör att druvan skrumpnar ihop och dess innehåll av socker och aromämnen blir mer koncentrerat, samtidigt som vissa smakförändringar sker. För att detta skall ske krävs vissa speciella betingelser: druvorna skall vara mogna, och vädret skall helst växla mellan fukt och solsken, morgondimma och soliga eftermiddagar. Dessa förhållanden råder ofta i Sauternes och i Tokaij. Tack vare att druvmusten blir mer koncentrerad är det möjligt att göra mycket söta dessertviner av ädelrötade druvor. Dessa viner kallas också ädelsöta viner. Exempel på vintyper som utnyttjar ädelröta är franska sauternesviner, ungerska tokajer och tyska respektive österrikiska Trockenbeerenauslese. 
Botrytis kan även orsaka gråröta som är ett kraftigare, icke önskat angrepp som vanligen förstör druvorna. Gråröta kan inträffa om förhållandena är för fuktiga. Blå druvsorter är i allmänhet mer känsliga för gråröta än gröna druvsorter, så vanligen är det bara möjligt att göra ädelsöta viner av gröna druvsorter. Botrytis förekommer dock när blå vindruvor torkas efter skörden. Exempel på detta är Passitometoden som används vid framställning av italienska Amaroneviner.

De bästa druvorna i Frankrike för denna typ av vin anses bl.a. vara Sémillon, Chenin blanc och Sauvignon blanc. I Tyskland används bl.a. Riesling och Gewürztraminer. Ungern använder mestadels Furmint. I Rumänien görs denna typ av vin med druvan Grasă de cotnari, men Rumänien och företagen i Cotnari anses inte hålla samma höga kvalitet som Frankrike och Ungern.

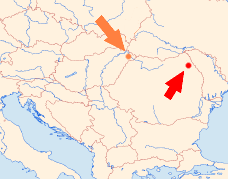
Orange visar lokalisering för området Tokaj i Ungern och rött visar området Cotnari i Rumänien.
Sauternes Coat of Arms innehåller både druvan Sémillon och flodvattnet som ger morgondimma.